# Hilarographa celebesiana
Hilarographa celebesiana es una especie de polilla de la familia Tortricidae. Fue descrita por Razowski en 2009.
La envergadura es de 16 mm. Es native de las islas Celebes, de donde lleva el nombre específico.